# نادي أجاكسيو
نادي أجاكسيو (بالفرنسية: AC Ajaccio) هو نادي كرة قدم فرنسي يلعب في دوري الدرجة الأولى. تم تأسيس النادي في سنة 1910.